# Sibogagorgia
A Sibogagorgia a virágállatok (Anthozoa) osztályának a szarukorallok (Alcyonacea) rendjébe, ezen belül a Scleraxonia alrendjébe és a Paragorgiidae családjába tartozó nem.

## Rendszerezés
A nembe az alábbi 4 faj tartozik:
- Sibogagorgia cauliflora Herrera, Baco & Sánchez, 2010
- Sibogagorgia dennisgordoni Sánchez, 2005
- Sibogagorgia tautahi Sánchez, 2005
- Sibogagorgia weberi Stiasny, 1937